# Lacco Ameno
Lacco Ameno község (comune) Olaszország Campania régiójában, Nápoly megyében. A sziget legkisebb települése. Elsősorban termálvizű forrásainak köszönheti ismertségét. 

## Fekvése
Ischia szigetének északnyugati részén fekszik. Határai: Casamicciola Terme és Forio.

## Története
A település ősét görög telepesek alapították, akik a ma a városhoz tartozó Monte Vico tetején erős citadellát építettek. A citadella körül az i. e. 8 században alakult ki Pithékusszai városa. A lakosság elsősorban mezőgazdasággal, halászattal és vadászattal foglalkozott. A városiak Poszeidónt és Apollónt tisztelték, mint védelmezőjüket, tiszteletükre több szentélyt is építettek. Ugyanakkor a Erósz kultusza is széles körben elterjedt volt. A citadellát és a várost i. e. 82-ben Lucius Cornelius Sulla seregei lerombolták, miután a város ellenfelét, Caius Mariust támogatta. Az elnéptelenedett városba a kora középkorban ókeresztény menekültek telepedtek le, akik az egyik római víztartály rendezték be templomuknak. A középkori hanyatlásnak az aragóniaiak érkezése vetett véget a 15. században. Azonban nekik sem sikerült a későbbi török betöréseket megakadályozni.
A történészek szerint a város neve a görög lakkos szóból ered, amelynek jelentése szikla. Az ameno nevet, amelynek jelentése kellemes, 1862-ben vette fel. 
Védőszentje, a pogányok által meggyilkolt Szent Restituta vértanú, akinek holttestét a legendák szerint, egy kis csónak hozta Afrikából a település partjaira, s akinek tiszteletére minden évben május 15-én egyházi ünnepséget tartanak. A szentről nevezték el legfontosabb gyógyforrását is, amelynek a legmagasabb a radioaktivitási mutatója.

## Népessége
A népesség számának alakulása:

## Főbb látnivalói
- Püthekuszai régészeti leletei – néhány ásatás és a helyi múzeumokban őrzött leletek bizonyítják az egykori görög kolónia létét
- Fungus-szikla – természeti különlegesség, egy tengerből kiálló furcsa, zöld tufa-szikla
- Santa Restituta-szentély
- Santa Maria delle Grazie-templom
- Torre Montevico – az egykori védművek fennmaradt kapuja
- Villa Arbusto – közpark